# Amphelictus melas
Amphelictus melas är en skalbaggsart som beskrevs av Bates 1884. Amphelictus melas ingår i släktet Amphelictus och familjen långhorningar. Inga underarter finns listade i Catalogue of Life.